# Seznam francoskih admiralov
Seznam francoskih admiralov.

## A
- Jean Abrial
- Thierry d'Argenlieu
- Hyacinthe Aube

## B
- Charles Baudin
- Luc Urbain du Bouexic, grof de Guichen
- Louis Bouët
- Simeon Bourgois
- Eustache Bruix

## C
- Raoul Castex
- Amedee Courbet (Anatole-Amédée-Prosper Courbet)

## D
- François-Paul Brueys D'Aigalliers
- François-Jean Darlan
- Louis Dartige
- Jean Decoux
- Pieter Does
- Jules Dumont d'Urville
- Bernard Dubourdieu
- Pierre Dumanoir
- Guy-Victor Duperre
- Abraham Duquesne

## E
- Jean-Baptiste Estaing
- Jean-Pierre Esteva (1880–1951)

## F
- François Fournier

## G
- Marcantonio Galleani
- Honore Ganteaume
- Philippe de Gaulle (1921–2024)
- Charles Rigault de Genouilly
- François Grasse
- Emile Guepratte
- Jean Guiton

## H
- François Hamelin
- Jacques Hamelin

## J
- Louis Jacob
- François Joinville
- Jean Jurien
- Pierre-Roch Jurien

## L
- Jean Laborde
- Nicolas Labrousse
- Marie Jean Lacaze
- Pierre Lacoste (1924–2020)
- Roland La Galissionniere
- Antoine La Garde
- Pierre La Jonquiere

## M
- Jean Maille
- Amédée Mouchez
- Emile Muelier

## N
- Antoine Noailles

## O
- Louis Orvillirs

## P
- Leopold Pallu
- Alexandre Parseval

## R
- François Razilly
- Jean Renaudin
- Adrien Rieunier
- François Rions
- Georges Robert
- Louis Rohan
- Pierre Ronarch
- Gustave Roussin

## S
- Pierre Suffren

## T
- Philippe Touchard
- Louis Toulouse
- Anne Hilarion de Costentin de Tourville
- Laurent Truguet

## V
- Louis Vaudreuil
- Louis Villaret
- Nicolas Villegagnon
- Pierre Villeneuve
- Louis Violette